# François de Laborde
Pour les articles homonymes, voir de Laborde.
François de Laborde, né le 8 juin 1817 à Saint-Loubouer (Landes) et mort le 18 août 1884 à Saint-Sever (Landes), est un homme politique français.
Avocat à Saint-Sever, conseiller général, il est député des Landes de 1876 à 1878, siégeant à droite avec les monarchistes.

### Sources
- « François de Laborde », dans Adolphe Robert et Gaston Cougny, Dictionnaire des parlementaires français, Edgar Bourloton, 1889-1891 [détail de l’édition]